# 東海汽缶
株式会社東海汽缶（とうかいきかん 英: Tokaikikan Co., Ltd.）は、静岡県静岡市清水区に本社を置く、蒸気機関車を整備するほか、一般ボイラー、化工機を中心とした製造開発を営む企業である。旧東海汽缶株式会社の継承会社として、1978年3月に株式会社東海汽缶として設立。
蒸気機関車を専門に取り扱う蒸気機関車整備工場を所有している。

## 沿革
- 1978年 - 株式会社東海汽缶を設立。
- 2023年 - 蒸気機関車整備工場を開設[3]。

## 工場
出典:
- 静岡工場（本社）
- 蒸気機関車整備工場

## 許認可
| 品目                                                       | 許可番号          |
| ---------------------------------------------------------- | ----------------- |
| 水管ボイラー                                               | 許可番号 第205号① |
| 温水ボイラー                                               | 許可番号 第205号② |
| 丸ボイラ                                                   | 許可番号 第205号③ |
| フレーム式廃熱ボイラー                                     | 許可番号 第205号④ |
| 煙管式廃熱ボイラー                                         | 許可番号 第205号⑤ |
| 水管式廃熱ボイラー                                         | 許可番号 第205号⑥ |
| 円筒型第一種圧力容器                                       | 許可番号 第206号① |
| 角型第一種圧力容器                                         | 許可番号 第206号② |
| ジャケット式第一種圧力容器                                 | 許可番号 第206号③ |
| 多管式第一種圧力容器                                       | 許可番号 第206号④ |
| 角型ジャケット式第一種圧力容器                             | 許可番号 第206号⑤ |
| 廃熱ボイラー（ホルマリン製造装置）                         | 許可番号 第210号  |
| 機関車用蒸気ボイラ（移動式）                               | 許可番号 第226号  |
| その他蒸気ボイラー（煙管式廃熱ボイラー（汽水ドラム付き）） | 許可番号 第228号  |

## 主な納入実績
出典:
- 丸富製紙株式会社- 地球型蒸煮缶を納入
- 丸富製紙株式会社 沼津工場 - ペーパースラッジ焼却炉用煙管式廃熱ボイラーを納入
- 東ソー株式会社 南洋事業所 - 燃焼炉用水管式廃熱ボイラーを納入
- 静岡県立こども病院 - 一般ボイラーを納入
- 株式会社焼津ミール - 脱臭ボイラーほかを納入
- はごろもフーズ株式会社 - クラッチ式レトルト、クッカーを納入
- 日星電気株式会社 - 加硫缶を納入
- アサヒ飲料株式会社 - アキュームレータを納入
- 株式会社巴川コーポレーション - 回転式焼却炉を納入
- 大井川鐵道株式会社 - 蒸気機関車のボイラー整備など
- 博物館 明治村 - 蒸気機関車のボイラー整備など
- 修善寺 虹の郷 - 蒸気機関車のボイラー整備など
- 愛知こどもの国 - 蒸気機関車のボイラー整備など

## 取引銀行
- 清水銀行 本店営業部
- 静岡銀行 草薙支店
- 三菱UFJ銀行 静岡支店